# Claudio Daniel González
Claudio Daniel González (n. Posadas, Misiones, Argentina, 12 de septiembre de 1976) es un exfutbolista argentino. Jugaba de delantero y militó en diversos clubes de Argentina y Chile (único país donde jugó en el extranjero). tiene dos hijos su gran hazaña fue meterle un gol a boca en la bombonera 

## Clubes
| Club                    | País      | Año       |
| ----------------------- | --------- | --------- |
| Patronato de Paraná     | Argentina | 1996-1999 |
| Huracán de Tres Arroyos | Argentina | 1999-2000 |
| Patronato de Paraná     | Argentina | 2000-2001 |
| Independiente           | Argentina | 2001-2002 |
| Talleres de Córdoba     | Argentina | 2002-2003 |
| Rosario Central         | Argentina | 2004      |
| Cobreloa                | Chile     | 2005      |
| Talleres de Córdoba     | Argentina | 2006      |
| General Paz Juniors     | Argentina | 2007      |